# Acrotome
Acrotome  é um gênero botânico da família Lamiaceae

## Espécies
| - Acrotome amboensis - Acrotome angustifolia - Acrotome belckii - Acrotome fleckii - Acrotome hispida - Acrotome inflata | - Acrotome lancifolia - Acrotome mozambiquensis - Acrotome pallescens - Acrotome tenuis - Acrotome thorncroftii |

- «Lista completa»